# Strombiformis alaskensis
Strombiformis alaskensis är en snäckart som beskrevs av Bartsch 1917. Strombiformis alaskensis ingår i släktet Strombiformis och familjen Eulimidae. Inga underarter finns listade i Catalogue of Life.